# Thotmesz (III. Amenhotep vezírje)
Thotmesz ókori egyiptomi hivatalnok, Alsó-Egyiptom vezírje volt a XVIII. dinasztia idején, IV. Thotmesz és III. Amenhotep uralkodása alatt.
Alsó-, azaz Észak-Egyiptom vezírjeként székhelye Memphisz volt. Felesége neve Taui, két fiuk ismert: Ptahmosze, aki Ptah főpapja lett Memphiszben, és Meriptah, aki III. Amenhotep halotti templomának papja és fő háznagya lett. Thotmeszt Ptahmosze nevű fiával ábrázolják egy álajtón, ami ma Firenzében, a Nemzeti Régészeti Múzeumban van (inv. 2565). Említik egy Memphiszből előkerült, törött sztélén is, melyet két fiának állítottak; a sztélé két darabja a British Museumban és a leideni Rijksmuseum van Oudhedenben található.

## Fordítás
- Ez a szócikk részben vagy egészben  a   Thutmose (18th-dynasty vizier) című angol Wikipédia-szócikk ezen változatának fordításán alapul.  Az eredeti cikk szerkesztőit annak laptörténete sorolja fel. Ez a jelzés csupán a megfogalmazás eredetét és a szerzői jogokat jelzi, nem szolgál a cikkben szereplő információk forrásmegjelöléseként.

## Bibliográfia
K. Bosse-Griffiths, "The Memphite Stela of Merptaḥ and Ptaḥmosĕ", The Journal of Egyptian Archaeology, Vol. 41 (Dec., 1955), pp. 56-63.